# 山下幸雄
山下 幸雄（やました ゆきお、1950年5月30日 - ）は、漫画家、デザイナー、編集者。
漫画家時代の名義は、篠原幸雄、しのはら幸雄、やましたゆきお。

## 略歴
- 手塚治虫に師事、手塚プロでアシスタントを務める。 漫画集団「不思議な仲間たち」を主宰していた。
- 1970年に独立、週刊少年ジャンプにてイタイイタイ病をテーマとした社会派作品「悪魔の水」で漫画家デビュー。
- その後はデザイナーを経て、1980年頃に編集プロダクション「ワークハウス」を設立。ケイブンシャ大百科シリーズや徳間書店「わんぱっくコミック」、北米向け任天堂ゲーム情報誌などの編集に携わったが、2000年までに業務を終了した。
- 2015年のインタビューにおいては「現在は昔の漫画家仲間と一緒に同人誌を作って好きな漫画を描いてコツコツと手売りしています」と語っている。[1]

## 作品リスト
- 悪魔の水（集英社 週刊少年ジャンプ 1970年38号 - 40号） 篠原幸雄 名義 ※漫画家デビュー作
- うそつき（週刊少年ジャンプ 1970年 読切） 篠原幸雄 名義
- いのちの契約書（週刊少年ジャンプ 1972年） 篠原幸雄 名義
- 負けずの大五（秋田書店 週刊少年チャンピオン  1973年53号 - 1974年12号） 篠原幸雄 名義 ※杉山義法原作
- ウルトラの国物語・レオの国物語（勁文社 ウルトラマン大百科 1978年） 篠原幸雄 名義
- 科学忍者隊ガッチャマンII（小学館 てれびくん 1978年10月号 - 1979年9月号） しのはら幸雄 名義 ※吉田竜夫原作